# علاء مهاوي
علاء علي مهاوي (مواليد 3 يونيو 1996) هو لاعب كرة قدم عراقي، مركزه مدافع. يلعب مع نادي ديالى في الدوري العراقي، ومع منتخب العراق. بدأ علاء علي مهاوي مسيرته الرياضية عام 2013 مع نادي الكهرباء.
مثل المنتخب الأولمبي العراقي في أولمبياد ريو 2016. وقد إشتهر بمباراة العراق ضد البرازيل حيث قام علاء مهاوي بإيقاف لاعب البرازيل والنجم نيمار وحاز على إعجاب الصحف البرازيلية، وقتها خرج العراق متعادلا بدون أهداف.
في 17 يوليو 2017 وقع علاء لموسم واحد مع نادي الباطن السعودي ولكنه فسخ عقده مع الباطن بالتراضي بين الطرفين بتاريخ 29 سبتمبر 2017.

## الجوائز والإنجازات

### الإنجازات مع النادي
| النادي   | البطولة                      | مرات الفوز | الأعوام أو المواسم |
| -------- | ---------------------------- | ---------- | ------------------ |
| الكهرباء | الدوري العراقي الدرجة الأولى | 1          | 2013–14            |
| الزوراء  | الدوري العراقي الممتاز       | 1          | 2015–16            |

التأهل لدورة اللعاب الاولمبية 2016 في البرازيل

## روابط خارجية
- علاء مهاوي على موقع الاتحاد الدولي (مؤرشف)  (الإنجليزية)
- علاء مهاوي على موقع قاعدة بيانات كرة القدم.إي يو (الإنجليزية)
- علاء مهاوي على موقع ناشيونال فوتبول تيمز (الإنجليزية)
- علاء مهاوي على موقع Soccerway.com (الإنجليزية)
- علاء مهاوي على موقع اللجنة الأولمبية الدولية (الإنجليزية)
- علاء مهاوي على موقع أوليمبيديا (الإنجليزية)